# Filips Ernst van Sleeswijk-Holstein-Sonderburg-Glücksburg
Filips Ernst van Sleeswijk-Holstein-Sonderburg-Glücksburg (5 mei 1673 - 12 november 1729) was van 1698 tot aan zijn dood hertog van Sleeswijk-Holstein-Sonderburg-Glücksburg. Hij behoorde tot het huis Sleeswijk-Holstein-Sonderburg-Glücksburg. 

## Levensloop
Filips Ernst was de oudste zoon van hertog Christiaan van Sleeswijk-Holstein-Sonderburg-Glücksburg en diens tweede echtgenote Agnes, dochter van hertog Joachim Ernst van Sleeswijk-Holstein-Sonderburg-Plön. In 1698 volgde hij zijn vader op als hertog van Sleeswijk-Holstein-Sonderburg-Glücksburg. 
Nadat hij een grand tour ondernam werd hij in 1692 officier in het Deense leger. Hierdoor verbleef hij vaak aan het hof van koning Frederik IV van Denemarken en was hij ook drager van de Orde van de Olifant. In 1701 werd hij bevorderd tot luitenant-generaal met een eigen dragondersregiment. Tijdens de Grote Noordse Oorlog leidde hij in 1710 een door Groot-Brittannië ter beschikking gestelde eenheid uit Vlaanderen. Ondanks zijn goede verhoudingen met de Deense koning, werd Filips Ernst nooit officieel beleend met zijn hertogdom. In plaats daarvan moest hij in 1721 de koning huldigen als edelman. Wel kon Filips Ernst zijn gebieden uitbreiden door verschillende landgoederen te kopen.
In november 1729 stierf hij op 56-jarige leeftijd.

## Huwelijken en nakomelingen
Op 15 februari 1699 huwde hij met zijn eerste echtgenote Christina (1679-1722), dochter van hertog Christiaan van Saksen-Eisenberg. Ze kregen zeven kinderen:
- Christiane Ernestine (1699-1750)
- Frederik (1701-1766), hertog van Sleeswijk-Holstein-Sonderburg-Glücksburg
- Christiaan Filips (1702-1703)
- Karel Ernst (1706-1761)
- Louise Sophia Frederika (1709-1782), abdis van Wallöe
- Charlotte Amalia (1710-1777)
- Sophia Dorothea (1714-1736)

Op 2 september 1722 sloot Filips Ernst een morganatisch huwelijk met Catharina Christina von Ahlefeld (1687-1726), lid van een adelgeslacht uit Sleeswijk-Holstein. Zijn tweede echtgenote werd verheven tot vorstin van Holstein. Ze kregen twee kinderen:
- Christiaan Ernst (1724-1726)
- een doodgeboren zoon (1726)

Op 17 oktober 1726 huwde hij met zijn derde echtgenote Charlotte Amalia Maria (1697-1760), dochter van hertog Frederik Willem van Sleeswijk-Holstein-Sonderburg-Augustenburg. Het huwelijk bleef kinderloos.